# Азовский пузанок
Азовский пузанок (лат. Alosa tanaica) — вид лучепёрых рыб из семейства сельдевых. Распространён в Азовском море и в восточной половине Чёрного моря, на запад до Кара-Дага и на юг до Батуми.
Может рассматриваться как подвид черноморско-каспийского пузанка (Alosa caspia tanaica).

## Описание
Длина до 20 см, обычно 14—16 см. Тело высокое, укороченное в хвостовой области. Грудные плавники длинные. По бокам тела обычно имеется несколько тёмных пятен. Жаберные тычинки тонкие, длинные, их количество 62—85.

## Биология
Полупроходная рыба, размножающаяся в низовьях рек. Зимует в Чёрном море вблизи кавказского побережья. Половой зрелости достигает в 2 года. Через Керченский пролив проходит весной, в марте-апреле, а осенью идёт назад, на зимовку. В апреле входит для икрометания в низовья Дона, Кубани, частично в Таганрогский залив перед устьем Дона. Нерест происходит с апреля до начала июля. Плодовитость составляет 12—39 тысяч икринок.
Питается мелкими ракообразными.